# Cañada de Río Pinto
Cañada de Río Pinto es una localidad y comuna del departamento Ischilín en la provincia de Córdoba, Argentina.

## Geografía
Esta pequeña población se encuentra en los faldeos orientales de la Sierra Chica correspondiente a las Sierras de Córdoba, en un área cuyo bioma natural es ecotónico entre la Región Chaqueña y la región de la Pampa Húmeda. Por tal razón la vegetación natural corresponde a un parque en el que se destacan chañares, algarrobos, aguaribays, quebrachos y algunos ejemplares de palmeras caranday. El área se encuentra avenada por el río de los Pinto (apellido de una familia terrateniente establecida en la zona hacia el s XVII), río torrencial que discurre en las épocas húmedas y que desciende desde las serranías ya referidas y se dirige hacia la cuenca de la laguna Mar Chiquita.

### Población
Cuenta con 295 habitantes (Indec, 2022), lo que representa un incremento del 55% frente a los 134 habitantes (Indec, 2010) del censo anterior.
| Gráfica de evolución demográfica de Cañada de Río Pinto entre 1991 y 2022 |
|                                                                           |
| Fuente: censos nacionales del INDEC                                       |

### Clima
El clima es subtropical templado con temporadas de lluvias a fines de verano (marzo) y temporadas secas en invierno.
Un camino vecinal comunica a Quilpo con las interesantes Cuevas de Ongamira y con el cerro Uritorco.

### Sismicidad
La sismicidad de la región de Córdoba es frecuente y de intensidad baja, y un silencio sísmico de terremotos medios a graves cada 30 años en áreas aleatorias. Sus últimas expresiones se produjeron:
- 22 de septiembre de 1908 (116 años), a las 17.00 UTC-3, con 6,5 Richter, escala de Mercalli VII; ubicación 30°30′0″S 64°30′0″O / -30.50000, -64.50000; profundidad: 100 km; produjo daños en Deán Funes, Cruz del Eje y Soto, provincia de Córdoba, y en el sur de las provincias de Santiago del Estero, La Rioja y Catamarca[3]

- 16 de enero de 1947 (78 años), a las 2.37 UTC-3, con una magnitud aproximadamente de 5,5 en la escala de Richter (terremoto de Córdoba de 1947)[2]

- 28 de marzo de 1955 (70 años), a las 6.20 UTC-3 con 6,9 Richter: además de la gravedad física del fenómeno se unió el desconocimiento absoluto de la población a estos eventos recurrentes (terremoto de Villa Giardino de 1955)

- 7 de septiembre de 2004 (20 años), a las 8.53 UTC-3 con 4,1 Richter

- 25 de diciembre de 2009 (15 años), a las 21.42 UTC-3 con 4,0 Richter